# 社群主義
社群主義（英語：communitarianism）是一種提倡民主卻與個人主義、自由主義對立的政治哲學，又译作社區主義、共同體主義、合作主義等。社群主义强调个人与群体之间的联系。这种信念来源于認為自我、社会认同、人格等概念都是由社群建构的，与个人主义的观点有很大分歧。尽管社群可以小到以一个家庭为单位，但社群主义经常在更广大的视角下被理解：拥有共同利益、历史文化、居住地理区域的不同人群的互动。

## 源起
社群主義可以上溯到约翰·杜威，正式出現源自對1970年代羅爾斯《正義論》一書的背後自由主義理論的批判。社群主義一定程度上反對自由主義的基本價值，認為自由主義忽略社群意識對個人認同、政治和共同文化傳統的重要性，理論建構前後有其限制。依此，社群論者邁克爾·桑德爾、麥金泰爾、查爾斯·泰勒和邁克爾·瓦爾澤等人從不同角度批判自由主義的理論，並重新思考社群的意義，企圖恢復瀕臨垂危邊緣的社群意識。
社群主義對於社群和群己關係的重視是承襲公民共和主義的傳統而來，其可溯源自柏拉圖《理想國》，以及亞里斯多德對人類是社會性動物的強調。社群主義旨在恢復社群價值的重要性，而非想取代自由主義在當今社會中的重要地位，僅是希望修正自由主義對個人和社群的錯誤假設，並重申社群對個人的重要性。

## 歷史發展
在1980年代，社群主義是西方政治哲學的兩大主流之一。其中有羅伯特·貝拉、查理斯·泰勒、邁克爾·桑德爾和邁克爾·瓦爾澤等人對古典自由主義理論過分個人主義化的傾向、雷根總統時代的美國政府以及柴契爾夫人時代的英國政府提出批判。
在1990年代，社群主義者，如阿米太·愛茲安尼、菲力蒲·塞爾尼克和威廉·加爾森等人，不僅強調在個人權利問題上，責任與社會利益相平衡的重要性，而且還強調確保強大的社群不會壓迫個人的需要。
個別漢學家認為，中國儒家思想與社群主義原則一致，西方民主制度可借鑑儒家的思想資源。

## 自我觀
社群論者所言的自我觀是一種社群導向的自我觀，主張個人認同及價值觀的形成，並非在進入社群前即由個人意志所決定，必須透過個人與其所植根的社群間的對話關係發現之。由於自我構成和自我理解的關係互為交互作用不可分，因此要理解一個人，也必須從其身處社群的生活背景來理解。
社群主義的自我觀有下列兩大特色：
- 被動的設定：自我根植於特定的歷史文化及傳統中，每一個個體都是位在某個特定的時空、生長於某個特定的家或某個特定的社會中，諸多社會的屬性和目的形塑了個體的特殊性和個別性，是自我構成的特定要素。社群主義認為是由社群決定「我是誰」，而不是由我自由選擇了「我是誰」。
- 主動的探尋：人的自我，為個體所身處的社會文化所賦予，個體必須在社群生活中，透過和別人不斷的互動，經由不斷地的反省和探求，認知到自我和社群成員間的構成性關係，從經驗中理解自己的身分，發現對自我的認同。

## 權利觀
社群主義積極的權利是指公民的受教育權、工作權、保健權、休假權、接受社會救濟權等等，國家對於這些權利的實現負有不可推卸的責任，應該採取積極態度並有所作為，這就是所謂主動促成的自由。其次強調個人對於社會的依賴性，認為社會的政治、經濟、文化條件是實現個人權利的前提。與通過個人的單獨行動獲得的權利相比，個人在社群的環境中以及在與政府的合作中所能夠實現的權利要大得多。

## 公益觀
社群主義極力主張將個人的善與社群的善統一起來，並用這種共同的善作為評價社群生活方式的標準，因此共有價值高於個人自由選擇的價值。
共善政治源於社群成員對美好生活的共同觀念。社群主義認為社群本身即有一種「內在善」，這個「善」的觀念來自於個體身處社群中的文化傳統，不但提供了個人在選擇時，所需考量的參考標準，也構成了個人的認同。從內在善衍生而成的共同價值和目標可吸引個人，對社會的運作亦具有凝聚性及連續性。
由於每個社群生活的標準不同，對善的定義也不一樣，因此，共同善只有經由在特定的社群內才能達成，需要一個共同的歷史和文化的特定社群，也需要社會制度社群成員的行為配合，一同實行具共善標準的生活方式。
在生活上，社群成員以「共同合作」的方式來促進共同善。社群內的每個人對社群中的生活規範有共同的理解，形成相互的責任與義務，並透過表達對彼此的關心、分享共同的價值及相互瞭解，提供社群成員道德的起點，建立成員對社群的認同感及歸屬感。
此外，共同善雖為社群的共同價值，但不意味社群成員必須毫無疑問地接受共同善的標準或規範，相反的，為避免共善政治淪為極權主義或恐怖主義，成員間可透過公開討論和溝通，對共善標準加以修正或排除。

## 自由民主觀
社群主義認為，資本主義制度和19世紀的個人主義都不利於建立民主，政府也無法帶來真正民主，政府帶頭設計的民主模式，無一例外都迅速流產。自由的前提是成形的公民社會，通過個人對社群的參與而表現出來；人的自治，在於有根據社群需要而修正個體行為的能力。個人主義認為，遵守社會公德就要犧牲個人自由，帶有強制性。社群主義批評，不受外在道德或社群關係的約束，對社會並無好處，反而阻礙社會進步；個人與社會的關係、等級制度、服從、互相依賴，都有其價值，正如约翰·杜威指出，社群的凝聚力，有助確立個人價值。民主的基礎，在於個體溝通良好的社群；在溝通良好的社群中，嘩眾取寵的做法就會受到抑制。

## 國家觀
社群主義認為，國家有干預和引導個人選擇的責任，其次個人也有積極參與國家政治生活的義務。社群主義要求的是“強國家”，認為一個缺少公共利益的社會即使再有公正，也不是一個好社會；而只有國家所代表的公共政治生活才能促進公共利益的實現，所以為了國家和社群的利益甚至可以犧牲個人的利益。
社群主義批評，美國的民主過於形式化，既不鼓勵也不阻止人民對美好生活的憧憬，僅確保了一種權力框架，讓人有權選擇他自己的價值觀，這種形式化的自由給社會留下真空，使形形色色偏狹的意識形態乘虛而入，如基督教原教旨主義、反墮胎、反同性戀、新納粹主義、白人優越主義、戀童癖等等。社群主義主張地方自治，強調社區和地區性教育對政治生活的重要性。